# Cambridgea peculiaris
Cambridgea peculiaris är en spindelart som beskrevs av Forster och Wilton 1973. Cambridgea peculiaris ingår i släktet Cambridgea och familjen Stiphidiidae. Inga underarter finns listade.